# مون سانغ يون
مون سانغ يون (9 يناير 1991 كوريا الجنوبية - ) هو لاعب كرة قدم كوري جنوبي، يلعب كلاعب وسط.

## وصلات خارجية
- مون سانغ يون على موقع دوري كوريا الجنوبية (الإنجليزية)